# Cal·licràtides
Cal·licràtides（Καλλικρατίδας) fou un almirall espartà que va succeir a Lisandre el 406 aC. Quan fou nomenat va patir el boicot del seu antecessor i els seus partidaris, i la manca de fons, ja que Lisandre va tornar els diners que havien deixat els perses.
Finalment a aconseguir alguns diners de Milet i va començar una sèrie d'operacions ocupant la fortalesa de Delfínion a Quios i va saquejar Teos, i tot seguit va conquerir Metimna (Methymna) que Conó va intentar salvar però va arribar massa tard i es va haver de refugiar a Mitilene on fou bloquejat per terra i mar. Conó va aconseguir demanar ajut i Atenes li va enviar 150 vaixells d'ajut.
Cal·licràtides va deixar a Eteònicos amb 50 vaixells per seguir el bloqueig i amb 120 vaixells va sortir al pas de la flota atenenca de reforç; es va lliurar la batalla de les Arginuses en la que els atenencs van guanyar, i Cal·licràtides va morir.